# Sherman (pueblo)
Sherman es un pueblo ubicado en el condado de Chautauqua en el estado estadounidense de Nueva York. En el año 2000 tenía una población de 1.553 habitantes y una densidad poblacional de 16.5 personas por km².

## Geografía
Sherman se encuentra ubicado en las coordenadas 42°09′33″N 79°35′44″O / 42.15917, -79.59556.

## Demografía
Según la Oficina del Censo en 2000 los ingresos medios por hogar en la localidad eran de $32,969, y los ingresos medios por familia eran $39,083. Los hombres tenían unos ingresos medios de $26,121 frente a los $21,250 para las mujeres. La renta per cápita para la localidad era de $13,947. Alrededor del 11.9% de la población estaban por debajo del umbral de pobreza.